# Desa Randegan (administrativ by i Indonesien, Jawa Timur, lat -7,32, long 112,48)
Desa Randegan är en administrativ by i Indonesien.   Den ligger i provinsen Jawa Timur, i den västra delen av landet, 600 km öster om huvudstaden Jakarta.